# سیلوانا استانکو
سیلوانا استانکو (ایتالیایی: Silvana Stanco؛ زادهٔ ۶ ژانویهٔ ۱۹۹۳) تیرانداز زن اهل ایتالیا است.
وی در مسابقات کشوری و بین‌المللی در مجموع برندهٔ ۸ مدال طلا، ۴ مدال نقره، ۴ مدال برنز شده‌است.